# Санвиталия
Санвита́лия (лат. Sanvitália) — род травянистых растений семейства Астровые (Asteraceae), распространённый в Северной и Южной Америке.

## Ботаническое описание

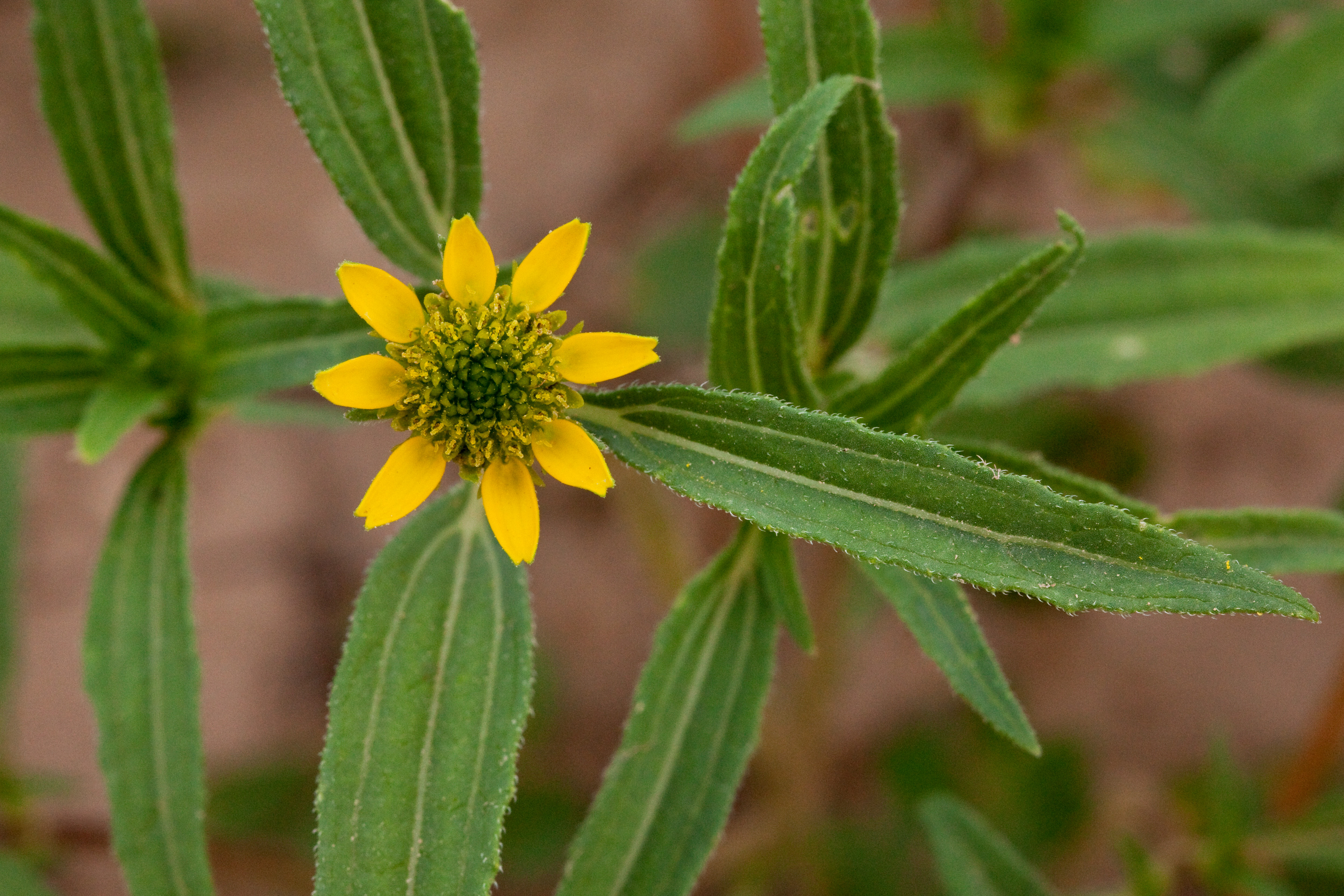
Sanvitalia abertii, соцветия и листья

Однолетние или многолетние травянистые растения высотой от 10  (или даже ниже) до 30 см высотой. Стебли лежачие или восходящие, разветвлённые. Листья стеблевые, супротивные, цельные.
Корзинки гетерогамные, одиночные, 2—2,5 см в диаметре. Обёртки от чашевидных до колесовидных, 4—12 и более мм в диаметре, листочки травянистые. Цветоложе от выпуклого до конического, прицветники чешуевидные. Краевые цветки язычковые, пестичные, белые, жёлтые или оранжевые; цветки диска обоеполые, трубчатые, жёлтые, оранжевые или тёмно-фиолетовые.
Семянки сплюснутые, желтовато-серые или тёмно-серые, 2,5—3,5 мм длиной и 1,5—2 мм шириной.
Хромосомы: x = 8, 11.

## Виды
Род включает семь видов:
- Sanvitalia abertii A.Gray
- Sanvitalia acapulcensis (DC.) Benth. & Hook.f. ex Hemsl.
- Sanvitalia angustifolia Engelm. ex A.Gray
- Sanvitalia fruticosa Hemsl.
- Sanvitalia ocymoides DC.
- Sanvitalia procumbens Lam. typus[2] — Санвиталия лежачая, или Санвиталия простёртая, или Санвиталия распростёртая
- Sanvitalia versicolor Griseb.